# Суперпростое число
Суперпросты́е чи́сла (также известны как простые числа высшего порядка) — подмножество простых чисел, стоящих в списке простых чисел на позициях, являющихся простыми числами (то есть это 2-е, 3-е, 5-е, 7-е, 11-е, 13-е, 17-е и т.д. по счёту простые числа).
Первые члены последовательности суперпростых чисел:
3, 5, 11, 17, 31, 41, 59, 67, 83, 109, 127, 157, … (последовательность A006450 в OEIS).
Робертом Дреслером (англ. Robert E. Dressler) и Томасом Паркером (англ. S. Thomas Parker) в их статье англ. Primes with a prime subscript было доказано, что любое целое число, большее 96, может быть представлено в виде суммы суперпростых чисел. Их доказательство использует лемму, напоминающую постулат Бертрана.